# Short track ai VI Giochi asiatici invernali - 1000 metri femminili
La specialità dei 1000 metri femminili di short track dei VI Giochi asiatici invernali si è svolta il 31 gennaio 2007 al  Changchun Wuhuan Gymnasium di Changchun, in Cina.

## Risultati
Legenda
- DSQ — Squalificata

### Batterie

#### Gruppo 1
| Class | Atleta              | Tempo    | Note |
| ----- | ------------------- | -------- | ---- |
| 1     | Jung Eun-ju (KOR)   | 1:54.564 | Q    |
| 2     | Zhou Yang (CHN)     | 1:54.660 | Q    |
| 3     | Xeniya Motova (KAZ) | 1:56.150 | Q    |
| 4     | Huang Yu-ting (TPE) | 1:56.271 |      |

#### Gruppo 2
| Class | Atleta               | Tempo    | Note |
| ----- | -------------------- | -------- | ---- |
| 1     | Jin Sun-yu (KOR)     | 1:40.216 | Q    |
| 2     | Kang Kyong-hwa (PRK) | 1:43.398 | Q    |
| 3     | Yang Szu-han (TPE)   | 1:52.585 | Q    |
| —     | Yuka Kamino (JPN)    | DSQ      |      |

#### Gruppo 3
| Class | Atleta              | Tempo    | Note |
| ----- | ------------------- | -------- | ---- |
| 1     | Wang Meng (CHN)     | 1:47.054 | Q    |
| 2     | Yun Jong-suk (PRK)  | 1:47.471 | Q    |
| 3     | Han Yueshuang (HKG) | 1:48.305 | Q    |
| 4     | Kuo Chia-pei (TPE)  | 1:50.630 |      |

#### Gruppo 4
| Class | Atleta               | Tempo    | Note |
| ----- | -------------------- | -------- | ---- |
| 1     | Zhu Mile (CHN)       | 1:41.679 | Q    |
| 2     | Ayuko Ito (JPN)      | 1:42.059 | Q    |
| 3     | Inna Simonova (KAZ)  | 1:42.179 | Q    |
| 4     | Chan Suet Ying (HKG) | 1:52.083 |      |

#### Gruppo 5
| Class | Atleta                 | Tempo    | Note |
| ----- | ---------------------- | -------- | ---- |
| 1     | Byun Chun-sa (KOR)     | 1:41.793 | Q    |
| 2     | Yuko Koya (JPN)        | 1:42.306 | Q    |
| 3     | Kim Jong-mi (PRK)      | 1:42.619 | Q    |
| 4     | Yelena Skachkova (KAZ) | 1:47.895 |      |

### Quarti di finale

#### Gruppo 1
| Class | Atleta               | Tempo    | Note |
| ----- | -------------------- | -------- | ---- |
| 1     | Jin Sun-yu (KOR)     | 1:36.384 | Q    |
| 2     | Zhou Yang (CHN)      | 1:36.700 | Q    |
| 3     | Kang Kyong-hwa (PRK) | 1:40.507 |      |

#### Gruppo 2
| Class | Atleta              | Tempo    | Note |
| ----- | ------------------- | -------- | ---- |
| 1     | Zhu Mile (CHN)      | 1:38.948 | Q    |
| 2     | Yuko Koya (JPN)     | 1:39.416 | Q    |
| 3     | Xeniya Motova (KAZ) | 1:41.206 |      |
| —     | Yun Jong-suk (PRK)  | DSQ      |      |

#### Gruppo 3
| Class | Atleta              | Tempo    | Note |
| ----- | ------------------- | -------- | ---- |
| 1     | Byun Chun-sa (KOR)  | 1:40.137 | Q    |
| 2     | Ayuko Ito (JPN)     | 1:40.342 | Q    |
| 3     | Inna Simonova (KAZ) | 1:40.819 |      |
| 4     | Yang Szu-han (TPE)  | 1:48.562 |      |

#### Gruppo 4
| Class | Atleta              | Tempo    | Note |
| ----- | ------------------- | -------- | ---- |
| 1     | Jung Eun-ju (KOR)   | 1:34.853 | Q    |
| 2     | Wang Meng (CHN)     | 1:34.919 | Q    |
| 3     | Kim Jong-mi (PRK)   | 1:39.133 |      |
| 4     | Han Yueshuang (HKG) | 1:39.162 |      |

### Semifinali

#### Gruppo 1
| Class | Atleta             | Tempo    | Note |
| ----- | ------------------ | -------- | ---- |
| 1     | Wang Meng (CHN)    | 1:33.447 | QA   |
| 2     | Jung Eun-ju (KOR)  | 1:33.519 | QA   |
| 3     | Byun Chun-sa (KOR) | 1:33.573 | QB   |
| 4     | Ayuko Ito (JPN)    | 1:36.137 | QB   |

#### Gruppo 2
| Class | Atleta           | Tempo    | Note |
| ----- | ---------------- | -------- | ---- |
| 1     | Jin Sun-yu (KOR) | 1:30.547 | QA   |
| 2     | Zhou Yang (CHN)  | 1:30.560 | QA   |
| 3     | Zhu Mile (CHN)   | 1:31.376 | QB   |
| 4     | Yuko Koya (JPN)  | 1:31.479 | QB   |

### Finali

#### Finale B
| Class | Atleta             | Tempo    |
| ----- | ------------------ | -------- |
| 1     | Byun Chun-sa (KOR) | 1:34.503 |
| 2     | Zhu Mile (CHN)     | 1:34.577 |
| 3     | Yuko Koya (JPN)    | 1:34.955 |
| 4     | Ayuko Ito (JPN)    | 1:37.082 |

#### Finale A
| Class   | Atleta            | Tempo    |
| ------- | ----------------- | -------- |
| Oro     | Jin Sun-yu (KOR)  | 1:33.042 |
| Argento | Wang Meng (CHN)   | 1:33.115 |
| Bronzo  | Jung Eun-ju (KOR) | 1:33.143 |
| 4       | Zhou Yang (CHN)   | 1:34.021 |